# بلورن

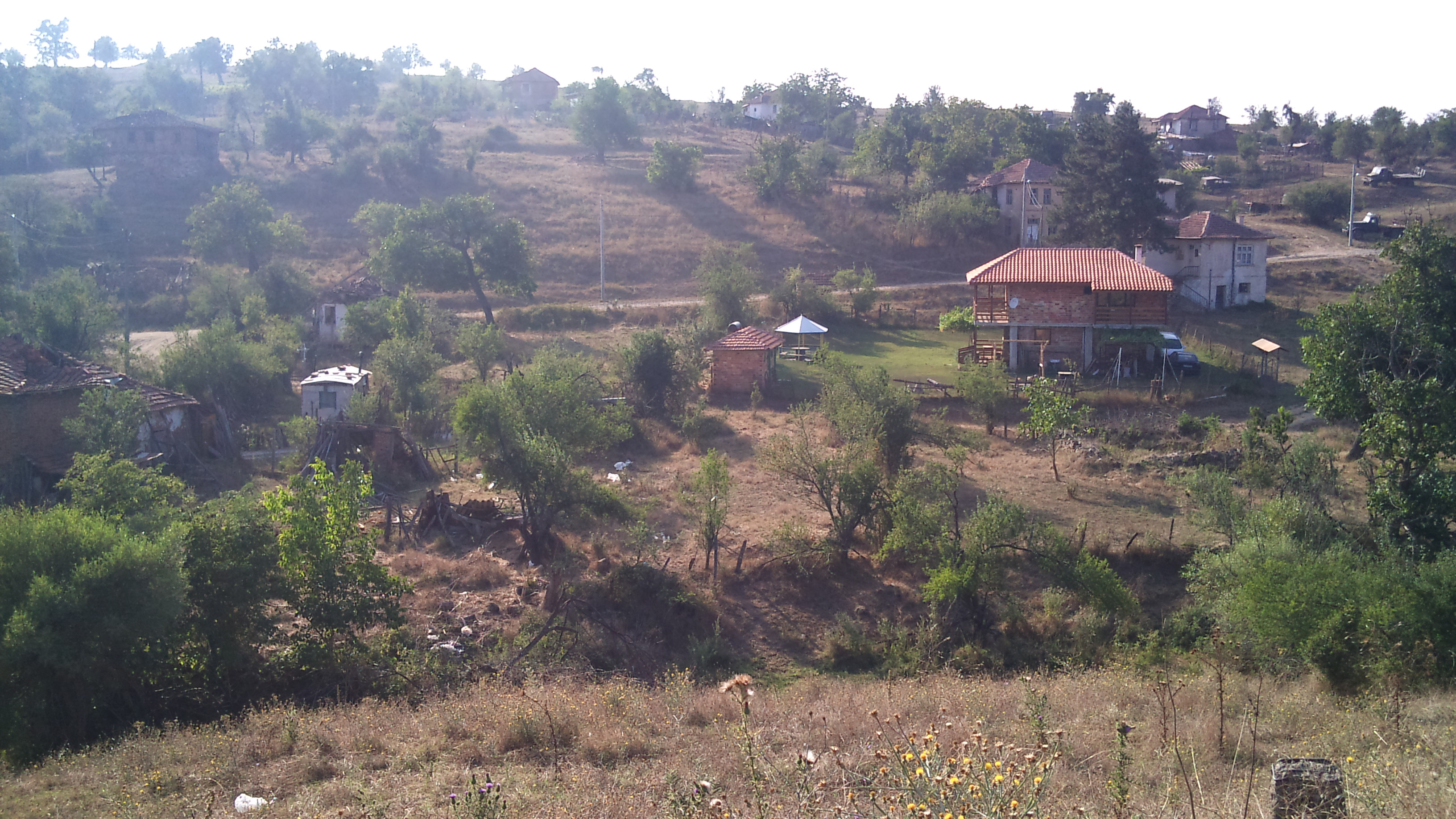
Panorama Belevren

بلورن (به بلغاری: Belevren) یک منطقهٔ مسکونی در بلغارستان است که در استان بورگاس واقع شده‌است.